# آر-17 إلبروس
آر-17 إلبروس هو صاروخ بالستي تكتيكي، صنع من قبل الاتحاد السوفيتي. ويرمز له حلف شمال الاطلسي SS-1C سكود-B، وهو أحد صواريخ سكود.